# Ченцово (Кімрський район)
Ченцово (рос. Ченцово) — присілок в Кімрському районі Тверської області Російської Федерації.
Населення становить 1 особу. Входить до складу муніципального утворення Стоянцевське сільське поселення.

## Історія
Від 2005 року входить до складу муніципального утворення Стоянцевське сільське поселення.

## Населення
| 2010 |
| ---- |
| 1    |